# Syderstone
Syderstone – wieś w Anglii, w hrabstwie Norfolk, w dystrykcie King’s Lynn and West Norfolk. Leży 47 km na północny zachód od Norwich i 161 km na północ od Londynu. Miejscowość liczy 532 mieszkańców.